# Teologia da Igreja Ortodoxa

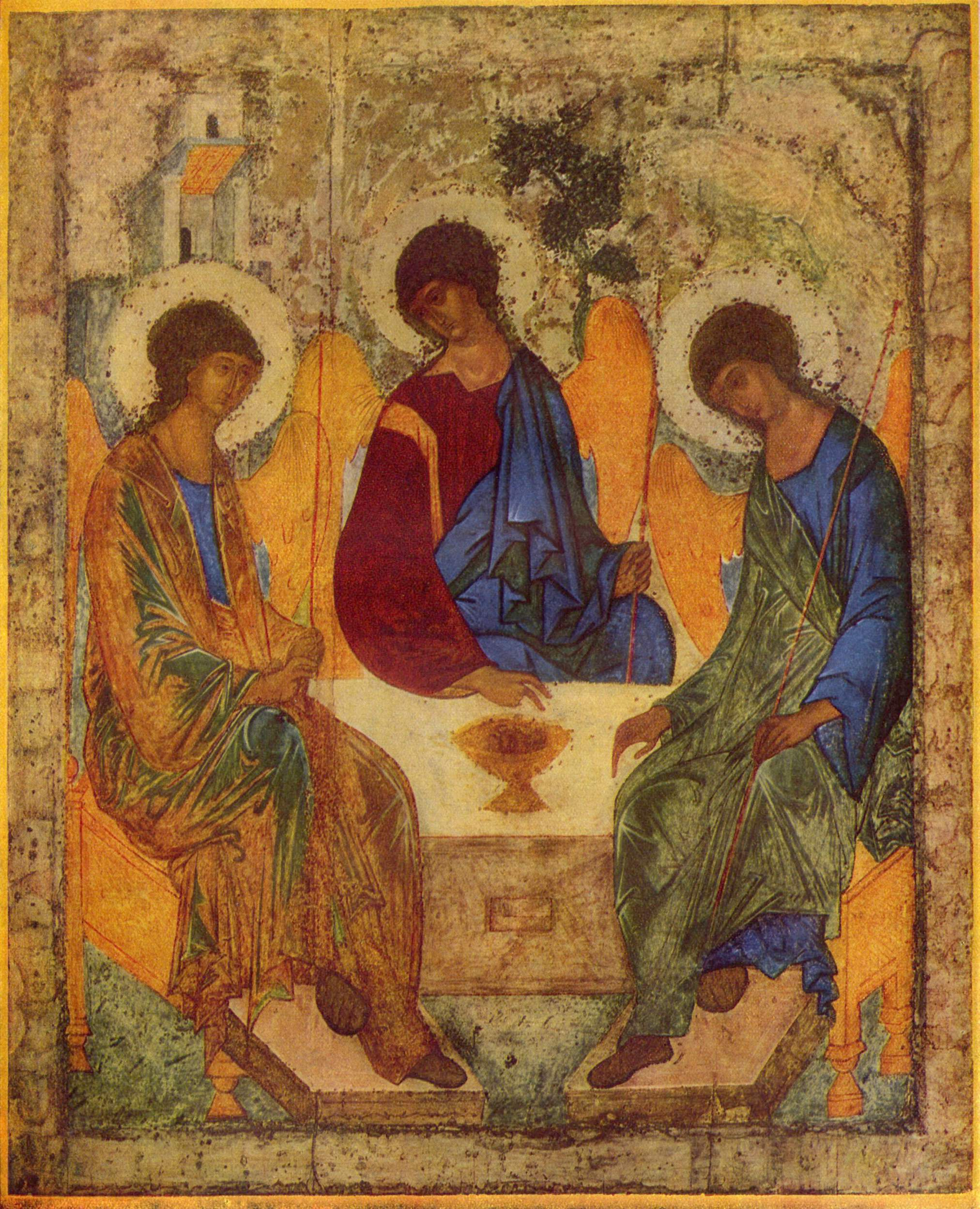
A Hospitalidade de Abraão, de Andrei Rublev: os três anjos representam as três pessoas de Deus.

A teologia cristã da Igreja Ortodoxa é a teologia própria da Igreja Ortodoxa, caracterizada por um trinitarismo monoteístico, pela crença na Encarnação do Logos (Filho de Deus), por um equilíbrio entre a teologia catafática e a teologia negativa, uma hermenêutica definida pela Tradição Sagrada, uma eclesiologia concreta, um corpo teológico robusto sobre a pessoa, e uma soteriologia terapêutica.

## Trindade
Os cristãos católicos ortodoxos acreditam num único Deus que é ao mesmo tempo três em um (triuno): o Pai e o Filho e o Espírito Santo, "um em essência e indivisível". A Santíssima Trindade consiste de três pessoas divinas distintas (hypostases), que partilham uma única  essência divina (ousia) - sem criador, imaterial e eterna. O Pai é a fonte eterna da Deidade, de Quem o Filho é eternamente gerado, e também de Quem o Espírito Santo descende eternamente. A essência de Deus sendo aquilo que está além da compreensão humana, não pode ser definida e/ou abordada pela compreensão humana.
O Pai é a fonte eterna da trindade, de onde gera o Filho e procede o Espírito Santo.

## Essência e energias
Sobre a relação entre Deus e Sua criação, a Ortodoxia faz uma distinção entre a essência divina eterna e suas energias não criadas, pelas quais chega aos homens, uma distinção metafísica que parte do princípio de identidade. Ainda assim, entendem que o Deus transcendente e o Deus que toca os homens são o mesmo, e que esta distinção se refere a aspectos diferentes mas inseparáveis do ente divino. 

## Cristologia
Quanto à cristologia, a Ortodoxia acredita que o Logos encarnado é um sujeito em duas naturezas, perfeitamente divino (theleios Theos) e perfeitamente humana (theleios anthropos). Esta concepção é, historicamente, conflituosa com outras doutrinas cristãs. Cristo teria desejos divinos, mas seria um homem, com impulsos carnais, de forma que seria tentado pelo pecado e sofrer da mesma maneira que sofrem os outros homens. Desta forma, Deus sofre e morre na carne de Jesus, embora a natureza divina seja impassível e imortal.
Como outras doutrinas cristológicas, a ortodoxa acredita que Jesus Cristo era o Messias esperado pelos judeus, Deus de Israel, eterno e consubstancial ao Pai, encarnado, que veio a redimir a humanidade.
Creio em um só Senhor, Jesus Cristo, Filho Unigênito de Deus, nascido do Pai antes de todos os séculos: Luz da Luz, Deus verdadeiro de Deus verdadeiro, gerado não criado, consubstancial ao Pai.— Credo Niceno